# 風のストレンジャー
| 専門評論家によるレビュー | 専門評論家によるレビュー |
| レビュー・スコア         | レビュー・スコア         |
| 出典                     | 評価                     |
| ------------------------ | ------------------------ |

『風のストレンジャー』（かぜのストレンジャー、英語: Strangers in the Wind）は、スコットランドのグループであるベイ・シティ・ローラーズの1978年のアルバム。

## 解説
『風のストレンジャー』は、6枚目のスタジオ・アルバムで、前作に続きエア・サプライやデヴィッド・ボウイのヒット作を生み出したハリー・マスリンをプロデュースに迎え、脱アイドルの方向性をより強く打ち出そうとしていた時期の作品。本国イギリスでの人気に陰りが見えはじめ、アメリカ進出を意識した音作りとなっている。
1978年に、結成当初のメンバーであったアラン・ロングミュアーがリズム・ギター担当で復帰して、バンドは再び5人編成となった。

## トラックリスト
Side One
1. 雨のニューヨーク "Another Rainy Day in New York City" (Eric Faulkner, Stuart Wood)
2. 世界は恋してる "All of the World Is Falling in Love" (Faulkner, Wood)
3. 愛はいつまでも "Where Will I Be Now" (Chris East)
4. バック・オン・ザ・ストリート "Back on the Street" (Faulkner, Wood)
5. 風のストレンジャー "Strangers in the Wind" (Faulkner, Wood)

Side Two
1. 恋はマジカル・ソング "Love Brought Me Such a Magical Thing" (Barry Kirsch, Charlie Spencer)
2. 恋人になりたい "If You Were My Woman" (Faulkner, Wood)
3. 哀しみの涙 "Every Tear I Cry" (Iain Sutherland)
4. ハリウッド黄金時代 "Shoorah Shoorah for Hollywood" (Faulkner, Wood)
5. 冷たいあの娘 "When I Say I Love You (The Pie)" (Sutherland])

CDボーナストラック
2007年のCD発売時に「世界は恋してる　（シングル・ヴァージョン）」がボーナストラックとして追加収録された。

## パーソネル
- エリック・フォークナー – ギター、ボーカル、リード・ボーカル（「バック・オン・ザ・ストリート」）
- デレク・ロングミュアー – ドラムス、ボーカル
- レスリー・マッコーエン – リード・ボーカル（「バック・オン・ザ・ストリート」と「恋はマジカル・ソング」以外）
- スチュアート・"ウッディ"・ウッド – ベース、ボーカル、リード・ボーカル（「恋はマジカル・ソング」）
- アラン・ロングミュアー – ギター、ボーカル、シンセサイザー

## チャート
| チャート（1978年）                                         | 最高位 |
| ---------------------------------------------------------- | ------ |
| オーストラリア（ケント・ミュージック・レポート、アルバム） | 61     |
| 日本（オリコンチャート、アルバム）                         | 5      |
| アメリカ合衆国（Billboard 200）                            | 129    |